# Crusaders
Los Crusaders, anteriormente llamados Canterbury Crusaders, en español Cruzados de Canterbury, son un equipo profesional de rugby ubicado en Christchurch, en Nueva Zelanda, que representa a la zona norte de la isla Sur. Compite en la liga Super Rugby de selecciones provinciales del hemisferio sur, es el equipo más exitoso en la historia de la competencia con doce títulos conquistados.
Su clásico rival es Chiefs. En castellano su nombre significa "Cruzados".

## Historia

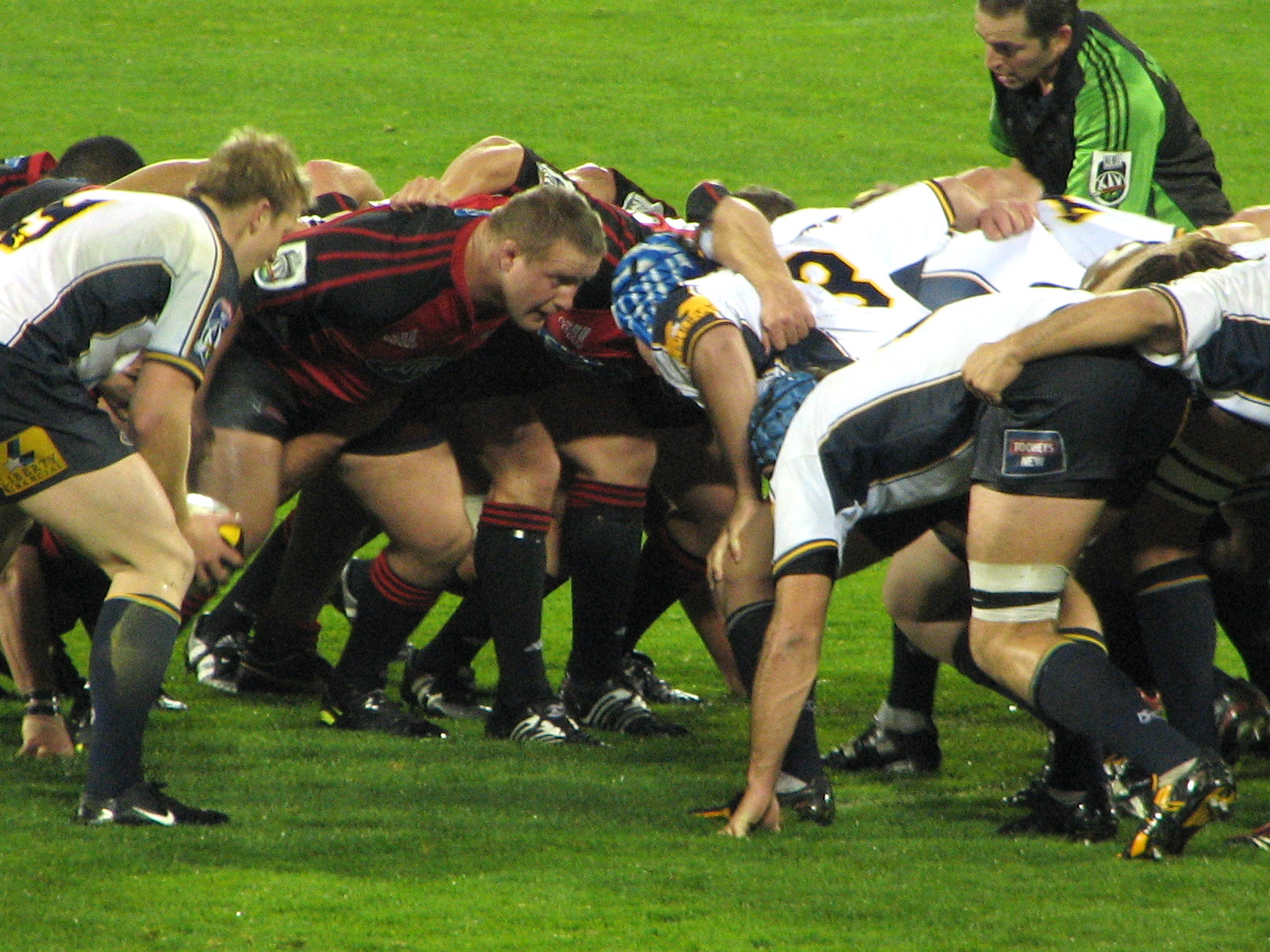
Melé de los Crusaders contra los Brumbies en 2006

La franquicia se formó en 1996 con el nombre de "Canterbury Crusaders" para representar la parte norte de la isla Sur de Nueva Zelanda en el Super 12. Los Crusaders pasaron dificultades en su primera temporada y terminaron últimos en la clasificación, con dos victorias, un empate y ocho derrotas. 
Su desempeño mejoró en 1997 y el equipo terminó en sexto lugar, con cinco victorias, un empate y cinco derrotas.
Posteriormente el equipo ganó los tres títulos desde 1998 hasta 2000 a pesar de jugar como visitante en cada una de las tres finales.
En 2002, volvieron a ganar la competición después de completar la temporada invictos. La 2005 fue la última temporada del Super 12 antes de su expansión. Después de terminar en la parte superior de la tabla de esa temporada, los Crusaders avanzaron hasta albergar la final en la que derrotaron a los Waratahs. Como resultado de ganar su quinto título de Super 12, los Crusaders ganaron el derecho de conservar indefinidamente el trofeo.
En 2006, los Crusaders fueron anfitriones de la primera final tras la expansión de la liga y vencieron a los Hurricanes por 19 - 12. 
En 2008 los Crusaders derrotaron a los Waratahs en el AMI Stadium por 20 - 12 y así lograron su séptimo título.
En 2017, después de 9 años, vuelve a conquistar el Super Rugby por octava vez al vencer a los Lions Sudafricanos de visitante.
En 2018 consigue su noveno título de Super Rugby al derrotar a los Lions Sudafricanos en el AMI Stadium, Christchurch.

## Récords

### Equipo
Además de ganar más títulos del Super Rugby que cualquier otro equipo, la franquicia también posee varios récords de competencia, incluyendo la mayor cantidad de puntos anotados en un partido y la mayor cantidad de tries o ensayos en un juego, ambos conseguidos en su victoria 96 - 19 sobre los Waratahs en el año 2002. Irónicamente los Crusaders también tienen el récord de menos puntos anotados en un partido cuando fueron derrotados por los Highlanders por 6 - 0 en 2009. También tienen la marca de más puntos (541) y más ensayos (71) en una temporada, ambas logradas en 2005.

### Jugadores
Algunos jugadores del equipo también tienen mejores registros individuales: 
- Andrew Mehrtens, mayor cantidad de puntos convertidos en una temporada de certamen (206 en 1998).
- Rico Gear para la mayoría de tries en una temporada (15 en 2005).

Varios jugadores han jugado más de 100 juegos con la franquicia: Dan Carter, Wyatt Crockett, Andrew Ellis, Owen Franks, Justin Marshall, Reuben Thorne, Caleb Ralph, Greg Somerville, Leon MacDonald, Richie McCaw, Kieran Read y Chris Jack. 
Tres de ellos ha sido honrados con la distinción World Rugby Jugador del Año:
- Dan Carter (2005), (2012) y (2015).
- Richie McCaw (2006), (2009) y (2010).
- Kieran Read (2013).

## Uniforme
El primer uniforme del club es de color rojo, mientras que el segundo uniforme ha variado a lo largo del tiempo.
| Titular | Alternativa |

## Estadio

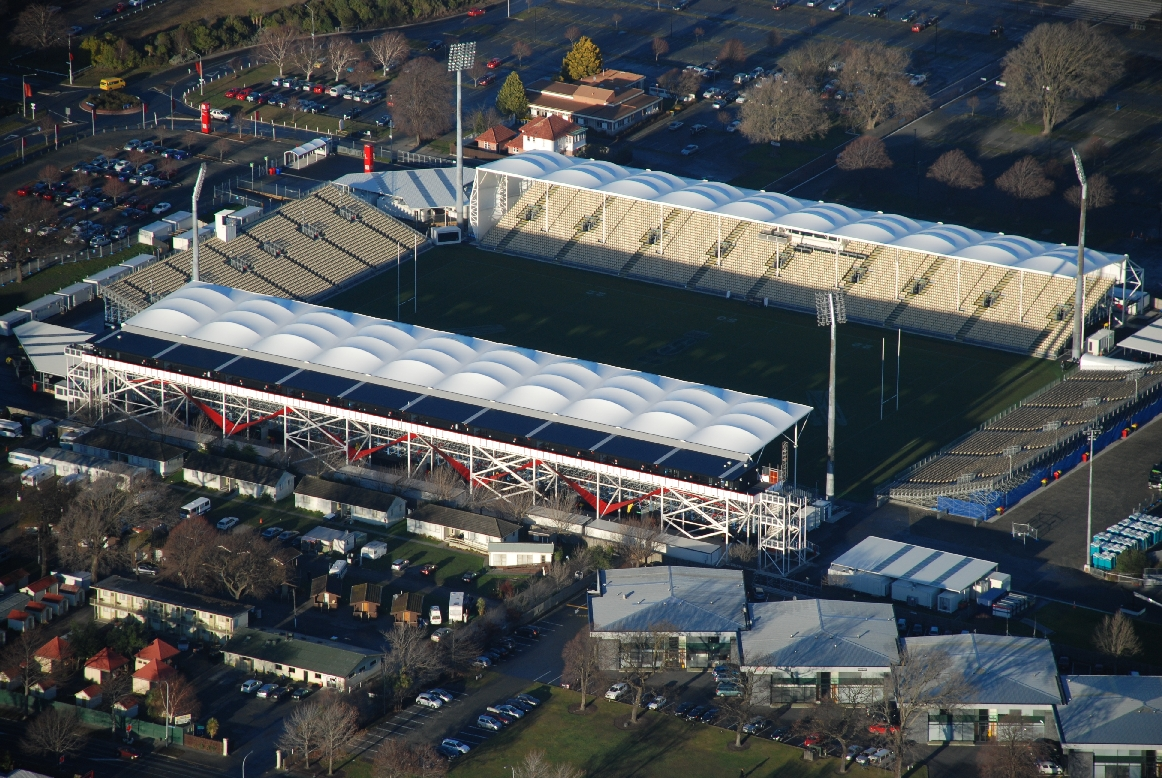
AMI Stadium

El Crusaders disputa sus partidos como local en el AMI Stadium.

## Palmarés
Super Rugby
- Campeón (13): 1998, 1999, 2000, 2002, 2005, 2006, 2008, 2017, 2018, 2019, 2022, 2023, 2025.
- Subcampeón (4): 2003, 2004, 2011, 2014.

- Súper Rugby Aotearoa (2): 2020, 2021
- Grupo Australasia (1): 2017
- Conferencia Nueva Zelanda (5): 2011, 2014, 2017, 2018 y 2019.

### Equipo juvenil
- Super Rugby U20 (2): 2024, 2025